# ناردين صغير أوزراكي
ناردين صغير أوزراكي (الاسم العلمي: Valerianella ozarkana) هو نوع من النباتات يتبع جنس الناردين الصغير من فصيلة معزية الورق.